# Amorphophallus brachyphyllus
Amorphophallus brachyphyllus är en kallaväxtart som beskrevs av Wilbert Leonard Anna Hetterscheid. Amorphophallus brachyphyllus ingår i släktet Amorphophallus och familjen kallaväxter. Inga underarter finns listade.